# Kahsel
Kahsel (niedersorbisch Kózle) ist ein Dorf im Landkreis Spree-Neiße in Brandenburg. Der Ort gehört als bewohnter Gemeindeteil zum Ortsteil Drieschnitz-Kahsel der Gemeinde Neuhausen/Spree. Kahsel war bis zum 31. Dezember 1973 eine eigenständige Gemeinde und wurde danach mit Drieschnitz zusammengeschlossen, seit dem 19. September 2004 gehört Kahsel zur Gemeinde Neuhausen/Spree.

## Lage
Kahsel liegt in der Niederlausitz, rund 14 Kilometer Luftlinie südöstlich der Stadt Cottbus und zwölf Kilometer nordöstlich von Spremberg. Umliegende Ortschaften sind Drieschnitz im Nordosten, Drieschnitz-Vorwerk im Osten, Hornow im Südosten, Bagenz im Südwesten, Heideschenke und Kaminka im Westen sowie Laubsdorf im Nordwesten. Nördlich von Kahsel fließt die Tranitz, die die Grenze zu Laubsdorf bildet.
Kahsel liegt an der Kreisstraße 7112. Die Landesstraße 48 nach Spremberg liegt anderthalb Kilometer westlich des Ortszentrums. Der nächstgelegene Bahnhof ist der Bahnhof Bagenz an der Bahnstrecke Berlin–Görlitz im Nachbarort Kaminka.

## Geschichte
Das Dorf Kahsel ist bereits im Jahr 1428 mit dem Namen Kosseln urkundlich belegt. 1443 lautet die Schreibweise des Ortsnamens Kasil, im Jahr 1532 wurde der Name Kasell genannt. Der aus der sorbischen Sprache stammende Ortsname bedeutet entweder „Ziegenweideplatz“ (von niedersorbisch kóza = „Ziege“) oder beschreibt eine Siedlung aus Häusern mit hohen Dachsparren (von niedersorbisch kózołnik = „Sparren“).
Ursprünglich gehörte Kahsel zur markbrandenburgischen Herrschaft Cottbus und war somit Teil einer Exklave der Mark Brandenburg, die vollständig durch das Kurfürstentum Sachsen umschlossen war. Im Schmettauschen Kartenwerk von 1767/87 ist südlich von Kahsel eine Schneidemühle verzeichnet. 1807 kam der Ort mit der gesamten Herrschaft Cottbus zum Königreich Sachsen. Bei Friedrich Wilhelm August Bratring ist Kahsel im Jahr 1809 als Dorf mit Gut und Schmiede verzeichnet, der Ort hatte 23 Feuerstellen und 167 Einwohner, von den Haushalten waren vier Halbbauern, acht Kossäten, drei Büdner und ein Einlieger. Kirchlich gehörte Kahsel zu Komptendorf.
Nach der auf dem Wiener Kongress beschlossenen Teilung des Königreiches Sachsen fiel Kahsel wieder an das Königreich Preußen, wo der Ort dem Regierungsbezirk Frankfurt in der Provinz Brandenburg zugeordnet wurde. Bei der Gebietsreform im folgenden Jahr wurde der Ort dem Kreis Cottbus zugeordnet. Anfang der 1840er-Jahre hatte Kahsel 195 Einwohner, ca. 1864 lebten 199 Menschen in dem Ort. Bei der Volkszählung vom 1. Dezember 1871 hatte die Landgemeinde Kahsel 159 Einwohner, die sich auf 28 Familien verteilten, 79 Einwohner waren Männer und 80 waren Frauen. 35 Einwohner waren Kinder unter zehn Jahren und alle Einwohner waren evangelisch-lutherischer Konfession. Im Gutsbezirk Kahsel lebten zum gleichen Zeitpunkt 42 Einwohner in sechs Familien und einem Einzelhaushalt. 18 Einwohner waren männlich und 24 Einwohner waren weiblich. Acht Einwohner waren jünger als zehn Jahre.
Laut Arnošt Muka waren 1884 von 219 Einwohnern in Kahsel 210 Sorben und neun Deutsche, was einem sorbischsprachigen Bevölkerungsanteil von 96 Prozent entspricht. Der Kreis Cottbus wurde 1886 in Landkreis Cottbus umbenannt. Am 1. Dezember 1910 hatte die Landgemeinde Kahsel nur noch 122 und der Gutsbezirk Kahsel 69 Einwohner. Am 30. September 1928 wurde der Gutsbezirk Kahsel im Zuge der Auflösung der preußischen Gutsbezirke in die Landgemeinde eingegliedert. Nach dem Zweiten Weltkrieg gehörte die Gemeinde Kahsel zur Sowjetischen Besatzungszone und ab 1949 zur DDR. Am 1. Juli 1950 wechselte die Gemeinde aus dem Landkreis Cottbus in den Landkreis Spremberg. Bei der Kreisreform am 25. Juli 1952 wurde Kahsel dem neu gegründeten Kreis Spremberg im Bezirk Cottbus zugeordnet. Im Jahr 1956 hatten laut Arnošt Černik nur noch 9,8 Prozent der Einwohner Kahsels Sorbischkenntnisse.

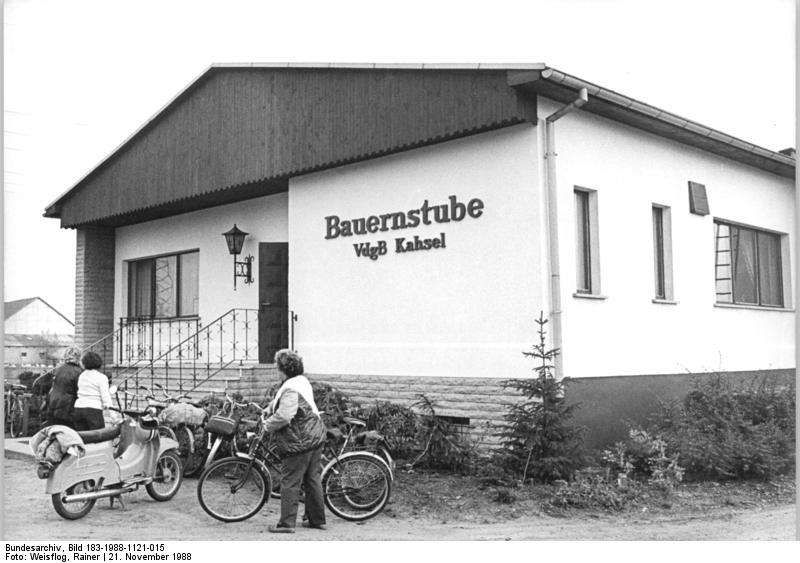
Bauernstube der VdgB Kahsel (1988)

Am 1. Januar 1974 fusionierte Kahsel mit der Nachbargemeinde Dreischnitz zu der neuen Gemeinde Drieschnitz-Kahsel. Diese lag nach der Wiedervereinigung erst im Landkreis Spremberg im Land Brandenburg und schloss sich dort mit mehreren Nachbargemeinden zur Erledigung ihrer Verwaltungsgeschäfte zum Amt Neuhausen/Spree zusammen. Der Landkreis Spremberg ging bei der Kreisreform am 6. Dezember 1993 im neuen Landkreis Spree-Neiße. Das Amt Neuhausen/Spree wurde mit Wirkung zum 19. September 2004 aufgelöst, ihre Mitgliedsgemeinden fusionierten im Zuge dessen zu der neuen Großgemeinde Neuhausen/Spree.

## Bevölkerungsentwicklung
| Jahr | Einwohner |
| ---- | --------- |
| 1875 | 214       |
| 1890 | 188       |
| 1910 | 191       |

| Jahr | Einwohner |
| ---- | --------- |
| 1925 | 207       |
| 1933 | 216       |
| 1939 | 230       |

| Jahr | Einwohner |
| ---- | --------- |
| 1946 | 265       |
| 1950 | 279       |
| 1964 | 207       |

| Jahr | Einwohner |
| ---- | --------- |
| 1971 | 190       |

Gebietsstand des jeweiligen Jahres